# ده ميرزا قلي (بربرود الغربي)
ده میرزا قلي (بالفارسية: ده میرزا قلی) هي قرية تقع في إيران في قسم بربرود الغربي الریفي. يقدر عدد سكانها بـ 23 نسمة بحسب إحصاء 2016.